# Stazione di Mirandola
La stazione di Mirandola è una fermata ferroviaria posta lungo la linea Bologna–Verona al servizio della città di Mirandola, la stazione serve anche i comuni di Medolla, Cavezzo, San Possidonio. È situata alla progressiva chilometrica 49+391, in località Cividale, a circa 3 km dal centro cittadino al quale è collegata tramite un autobus navetta dell'azienda SETA.
È gestita da RFI.

## Storia

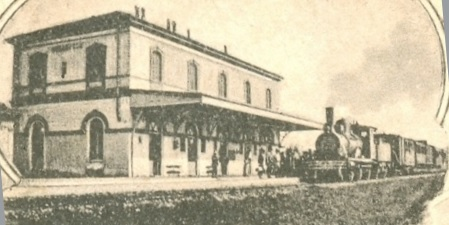
La stazione ad inizio Novecento

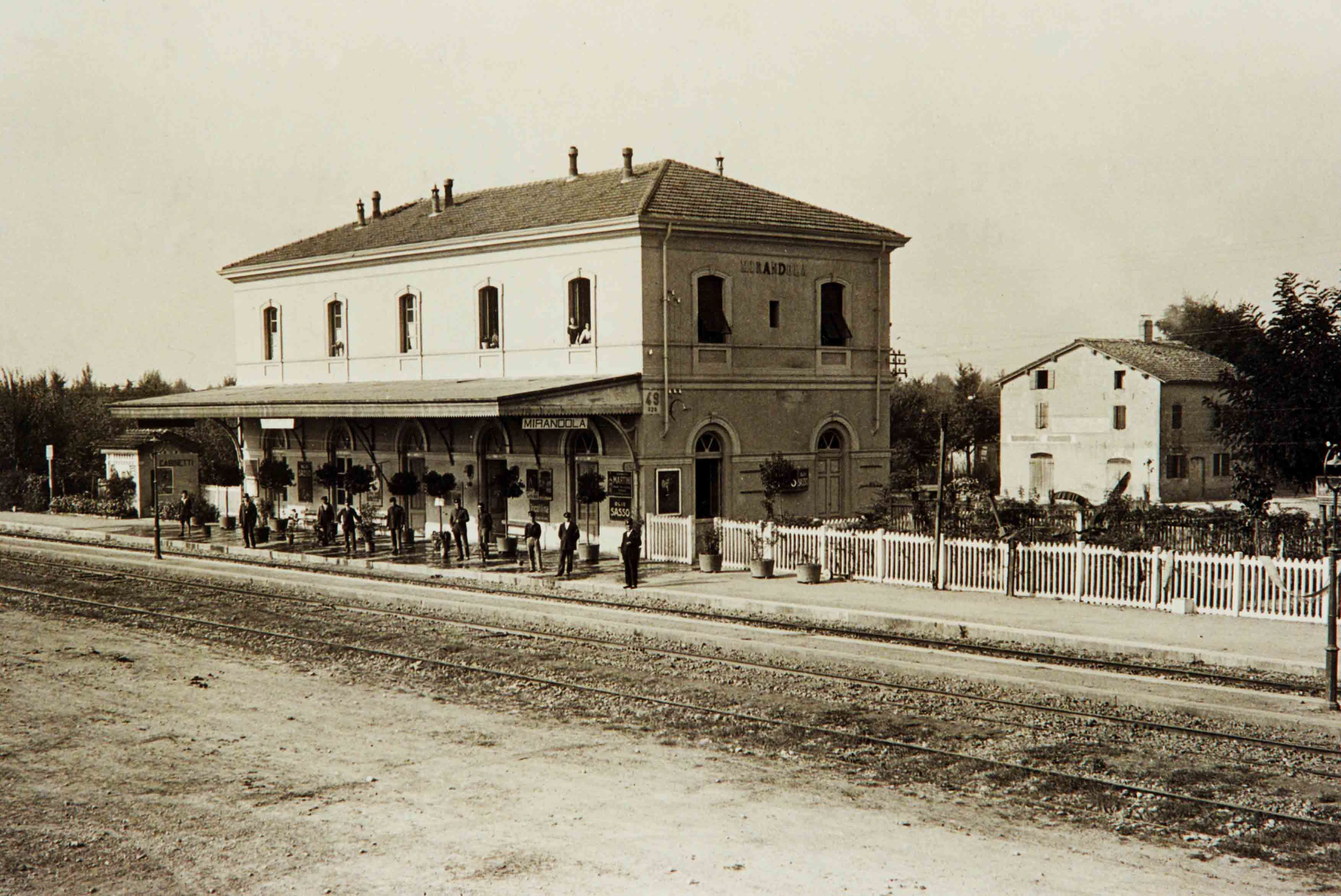
La stazione negli anni 1930

La stazione ferroviaria originaria venne costruita negli anni 1901-1902 dalla Società Italiana per le Strade Ferrate Meridionali, riciclando i mattoni del Palazzo comunale di Mirandola che all'epoca era in restauro.
La stazione di Cividale venne inaugurata il giorno di Natale del 1901, da Francesco Salvioli, primo sindaco socialista di Mirandola, ma senza cerimonie per evitare di rinnovare le polemiche per la figuraccia avvenuta in autunno quando, organizzata un'imponente festa per celebrare l'inaugurazione dell'illuminazione pubblica a gas alla presenza delle massime autorità e di cittadini provenienti da tutta la bassa modenese, con la banda di Modena pronta a suonare le fanfare, l'impianto fece cilecca e si riuscì a malapena ad illuminare solo una piccola porzione della piazza principale e neppure così intensamente.
La stazione fu aperta al servizio viaggiatori il 20 gennaio 1902, assieme al tronco ferroviario tra San Felice sul Panaro e Poggio Rusco della ferrovia Bologna-Verona.
Nel 1904 venne realizzata una tranvia a cavalli che collegò fino al 1924 la stazione con il capolinea presso il Teatro Nuovo nella piazza principale di Mirandola.
Il 3 maggio 1938 la stazione di Mirandola, così come tutte le altre lungo il tracciato, venne sontuosamente addobbata per salutare il passaggio di Adolf Hitler in viaggio verso Roma.

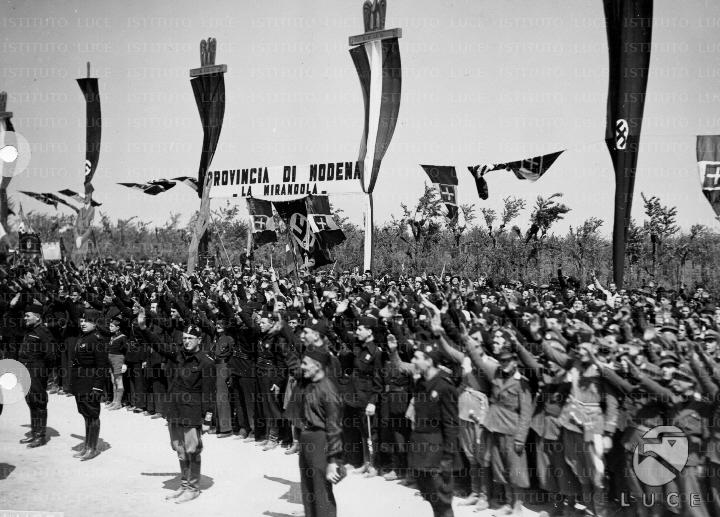
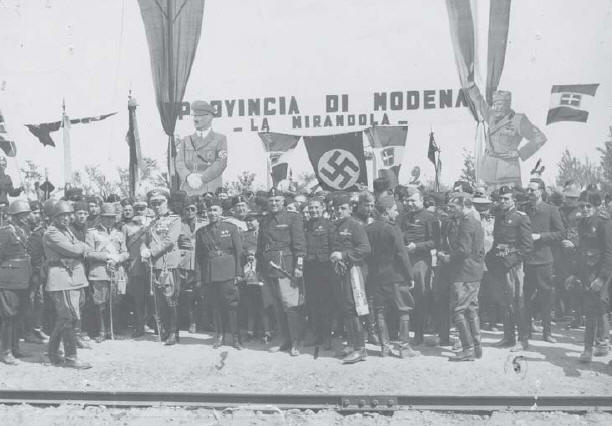
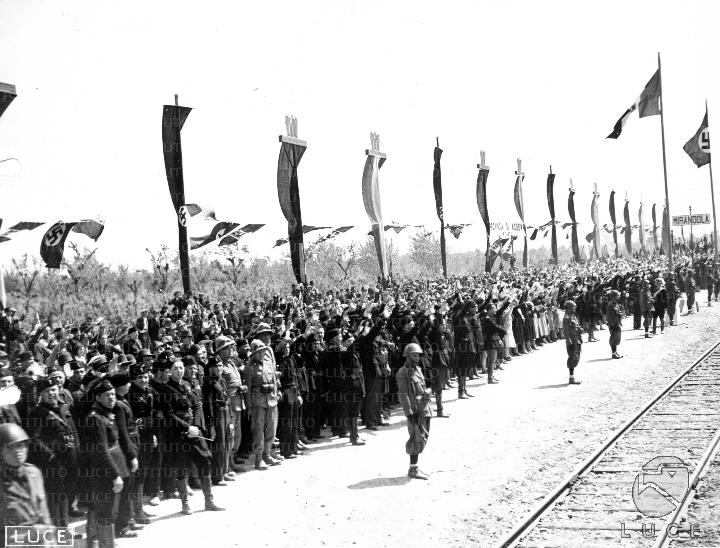

Posizionata alla chilometrica 49+324, la stazione disponeva fino al 2006 di:
- un fabbricato viaggiatori (tuttora esistente, anche se la sala d'aspetto è stata ridotta);
- tre binari destinati al traffico passeggeri (dei quali il secondo era di corretto tracciato);
- tre binari destinati a scalo merci (inutilizzati da parecchi anni);
- un binario destinato alla sosta dei convogli.

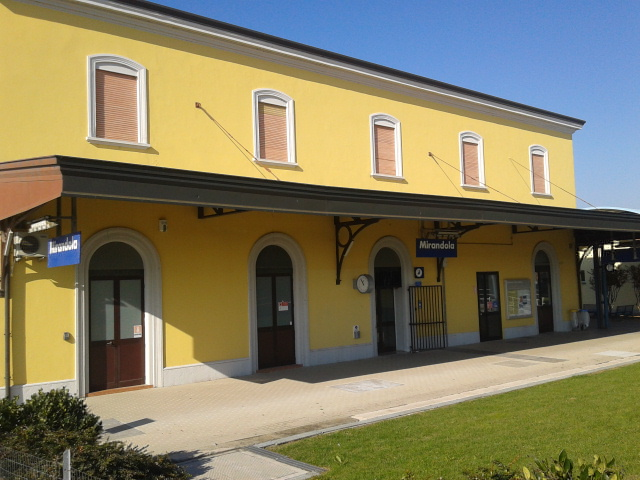
La stazione di Mirandola vista dal primo binario

La stazione di Mirandola negli ultimi anni era sprovvista di Dirigente Movimento e la circolazione sull'impianto era gestita in telecomando dal capostazione di San Felice sul Panaro.

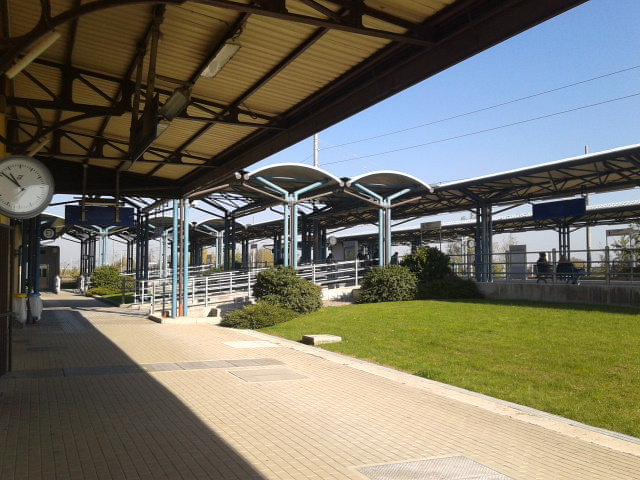
La linea Verona-Bologna vista dalla tettoia della stazione

Nell'autunno 2006, contestualmente ai lavori per il raddoppio della linea, la stazione è stata privata dei binari 3 e 4, al posto dei quali sono posizionati l'attuale tracciato raddoppiato con i relativi marciapiedi, attivati due anni dopo insieme ad una sottostazione elettrica (posta a sud del fabbricato viaggiatori). In seguito, sono stati rimossi anche i vecchi binari 1 e 2, sostituiti da aiuole.
Venne declassata a fermata il 26 ottobre 2008, contemporaneamente al raddoppio del binario sulla tratta da San Felice sul Panaro a Poggio Rusco.
Nei mesi estivi del 2009, il dismesso scalo merci è stato smantellato e convertito ad parcheggio con 241 posti auto (aperto a fine autunno).
I lavori di riqualificazione si concludono nella primavera successiva con realizzazione di percorsi coperti verso il parcheggio, servizi igienici (poi chiusi), sala d'attesa e display informativi. Altri spazi dell'edificio sono stati destinati a sala civica del comitato frazionale di Cividale e sede delle guardie ecologiche volontarie.
Oggi questa stazione è tra le più importanti per la bassa modenese, visto che serve tutti i comuni confinanti.

## Movimento

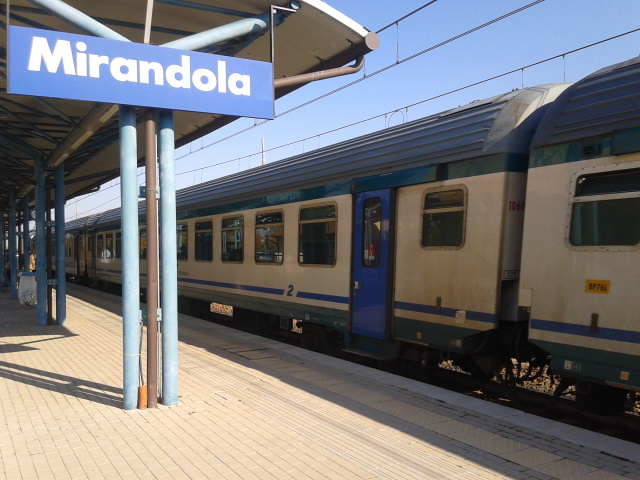
Treno alla stazione di Mirandola

È fermata dei treni regionali e regionali veloci per Bologna Centrale (direzione sud) e Poggio Rusco, Verona Porta Nuova, Bolzano e Brennero (direzione nord). Il servizio Bologna–Poggio Rusco è effettuato da Trenitalia Tper, mentre gli altri treni sono effettuati da Trenitalia.
La stazione è servita dai treni della linea S3 (Bologna Centrale-Poggio Rusco) del servizio ferroviario metropolitano di Bologna.
In passato, nella stazione di Mirandola fermavano anche il treno espresso Trieste Centrale-Lecce (soppresso nel 2005) e il Brenner Express che collegava Monaco di Baviera a Roma Termini, successivamente limitato a Firenze SMN (soppresso nel 2008).
Al 2007, l'impianto risultava frequentato da un traffico giornaliero medio di circa 290 persone.
A novembre 2019, la stazione risultava frequentata da un traffico giornaliero medio di circa 1 194 persone (603 saliti + 591 discesi).

## Rischio industriale

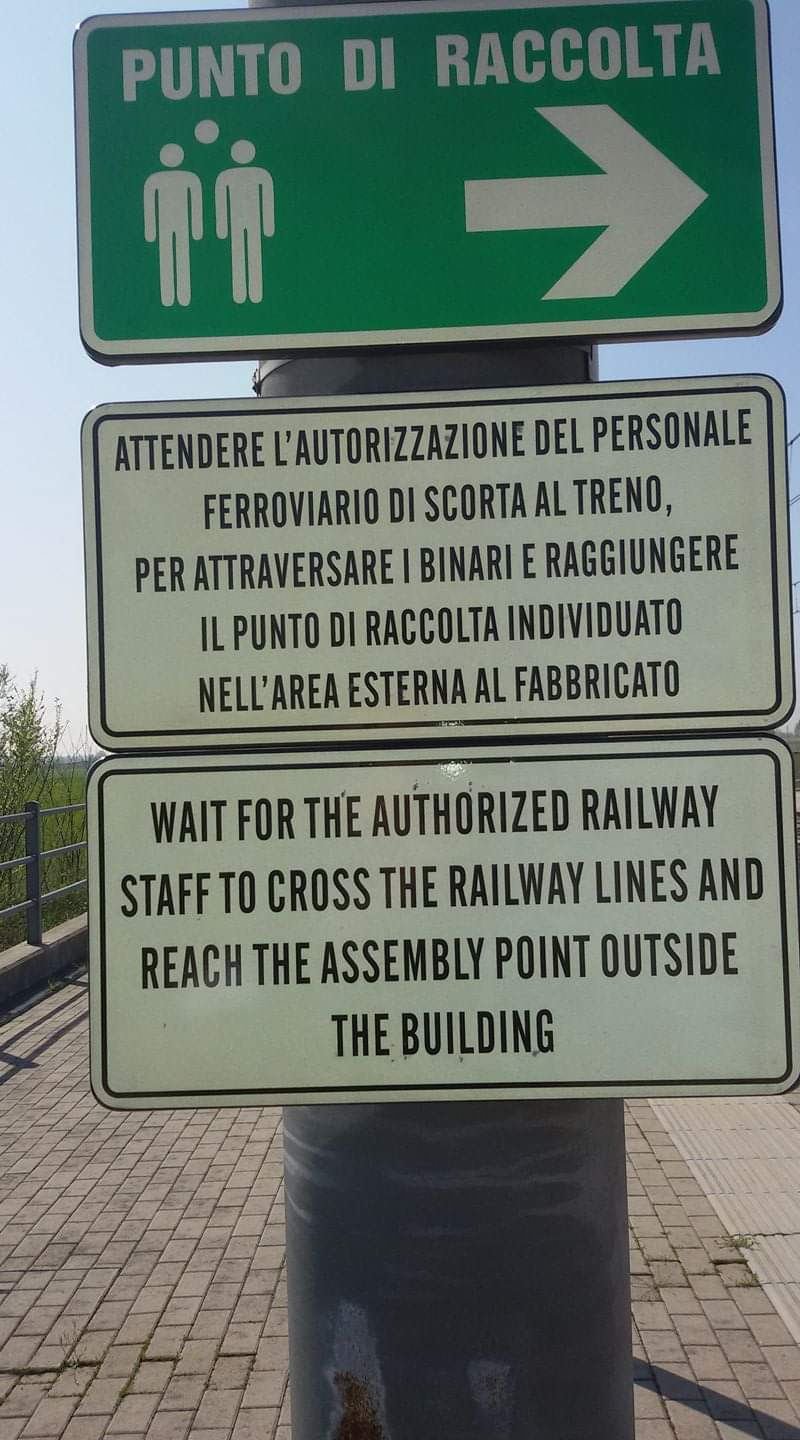
Avviso relativo all'area ad alto rischio industriale

La stazione di Mirandola si trova all'interno di in un'area ad alto rischio industriale ai sensi della "'Direttiva Seveso", a causa della presenza della vicina azienda Plein Air International, che produce bombole e cartucce da campeggio contenenti gas GPL. In caso di incidente o allarme i viaggiatori devono allontanarsi e raggiungere i punti di raccolta situati nella parte meridionale dei marciapiedi della stazione (in direzione Bologna), senza utilizzare il sottopassaggio per il rischio di asfissia: il GPL allo stato gassoso ha infatti una densità superiore a quella dell'aria e in caso di fuoriuscite accidentali tende a concentrarsi ristagnando al suolo e nelle cavità, causando situazioni di accumulo molto pericolose, a rischio di incendio, asfissia o scoppio (come avvenuto ad esempio nell'incidente ferroviario di Viareggio del 29 giugno 2009, in cui il GPL fuoriuscito da un treno merci deragliato e accumulatosi al suolo si incendiò causando un'immensa esplosione in cui persero la vita 32 persone).

## Servizi
La stazione è classificata da RFI nella categoria "Silver”.
- Biglietteria self service aperta 24h/24h
- Sala d'attesa
- Annuncio sonoro per arrivo e partenza treni
- Sottopassaggio pedonale
- Ascensori
- Accessibilità per i portatori di handicap
- Parcheggio scambiatore per autoveicoli e biciclette
- Taxi
- Interscambio bus urbani SETA
- Stazione videosorvegliata da telecamere
- Bar (antistante alla stazione)

## Altre stazioni di Mirandola
Fino al 1964, Mirandola era servita anche da un'altra stazione ferroviaria, capolinea della tratta Modena–Mirandola gestita dalla Società Emiliana di Ferrovie Tranvie ed Automobili (SEFTA). La stazione di Mirandola SEFTA (tuttora esistente e riconvertita ad autostazione) si trova nel centro dell'abitato. Negli anni 1930 iniziarono i lavori per la costruzione di un raccordo tra le due stazioni, in vista della realizzazione della ferrovia Rolo-Mirandola, che però non venne mai attivata.